# Kid-E-Cats
Kid-E-Cats (Originaltitel: Три Кота Tri Kota) ist eine russische Zeichentrickserie. Ausstrahlungsstart der Serie in Russland war 2015. Sendebeginn der deutschsprachigen Übersetzung war am 17. Dezember 2017 auf dem Pay-TV-Kanal Nick Jr., die Free-TV-Premiere erfolgte am 5. März 2018 auf Nick Deutschland. Zielgruppe der Serie sind Kinder im Vorschulalter.

## Handlung
Die Hauptfiguren der Serie sind die drei kleinen Kätzchen Cookie (im Original Коржик Korschik), Pudding (Компот Kompott) und Candy (Карамелька Karamelka). Die drei Geschwister werden jeden Tag mit verschiedenen Problemen und Aufgaben konfrontiert, denen sie mit fantasievollen, kreativen und manchmal absurden Lösungsansätzen begegnen. Unterstützt werden sie dabei unter anderem von ihren Eltern, sofern sie sich dazu entschließen können, sie um Rat zu bitten.
Den Zuschauern im Vorschulalter soll auf diese Weise vermittelt werden, dass es ratsam ist, vor einer Handlung zunächst über diese nachzudenken. Aber auch Fantasie, Freundschaft und gegenseitiger Respekt sind wichtige Motive der Serie.

## Episoden
Bisher (Stand Juli 2018) wurden 94 fünfminütige Episoden in zwei Staffeln produziert.

## Hintergrund
Nachdem die Serie im russischen Fernsehen erfolgreich lief und auch auf YouTube Aufrufe im Millionenbereich erzielen konnte, brachte der Verleih About Premium Content (APC) zusammen mit Nick Jr. ab 2017 eine internationale Version auf den Markt und sicherte sich die Ausstrahlungsrechte für 143 Länder.